# Bundesstraße 101
La Bundesstraße 101 è una strada federale della Germania.